# 福島県道200号磐梯熱海停車場線
福島県道200号磐梯熱海停車場線（ふくしまけんどう200ごう ばんだいあたみていしゃじょうせん）は、福島県郡山市熱海町にある一般県道である。

## 路線概要
- 起点：郡山市熱海町熱海1丁目（JR磐越西線 磐梯熱海駅前）
- 終点：郡山市熱海町安子島字筵田
- 総延長：2.923 km[1]
  - 実延長：2.901 km
- 路線認定年月日：1966年7月22日[2]

1959年8月31日に国鉄岩代熱海駅から二級国道新潟平線に至る一般県道岩代熱海停車場線として認定された路線であり、1965年6月5日に行われた駅名の変更により新たに路線認定が行われた。磐梯熱海駅北口より旧越後街道へ北上した後に街道を東進し、福島県道8号本宮熱海線と接続する十字路で南に進路を屈折し磐越西線の南へアンダーパスする。1997年の国道49号熱海バイパス全線開通以前はここで国道49号とのトランペット型インターチェンジで交わり終点となっていたが、当立体交差から東側の旧国道が当県道に移管され、更に旧国道を東進した後に現・国道49号熱海バイパスの磐梯熱海大橋東詰にて国道と交わり終点となる。

### 道路施設
熱海橋
- 全長：49.2m
- 幅員：7.5m
- 竣工：1963年[3]

熱海町熱海3丁目から熱海町安子島字真弓山に至り、一級水系阿武隈川水系五百川を渡る。

## 通過する自治体
- 福島県
  - 郡山市

## 接続・交差する道路
- 福島県道8号本宮熱海線（郡山市熱海町熱海1丁目）
- 国道49号熱海バイパス（郡山市熱海町安子島字筵田〈熱海バイパス東交差点〉終点）

## 沿線
- JR磐越西線 磐梯熱海駅
- 郡山市役所熱海行政センター
- 帳附神社